# Turkisk-valakiska kriget
Det turkisk-valakiska kriget år 1442–1476 utgörs av de osmanska kampanjerna mot Valakiet med syftet att expandera imperiet och sprida islam.  

## Bakgrund
Under 1400-talets gång led olika europeiska makter ett flertal avgörande nederlag mot de osmanska turkarna, som under denna tid var en av de absolut mest överlägsna militärmakterna i världen. Strider som slaget vid Maritsa, slaget vid Varna, andra slaget vid Kosovo polje, samt en mängd andra erövringar och strider medförde stor skräck för de "orädda, hänsynslösa, blodtörstiga bestarna" (citat av biskopen Farbi, 1400-talet).
Rent geografiskt låg Valakiet i mitten av en oundviklig konflikt. I söder härjade de osmanska turkarna, och i nordväst låg det mäktiga Kungariket Ungern, som nu låg under avgörande erövringshot från turkarna. Den osmanske sultanen Murad II planerade dock inte att erövra Valakiet; den dåvarande fursten Vlad II Dracul insåg direkt sin totala underlägsenhet mot turkarna. Han beslutade att istället förhandla. Överenskommelsen gick ut på att Vlad II skulle betala årlig avgift på en viss summa pengar samt lämna över två sina söner, Vlad III och Radu. 

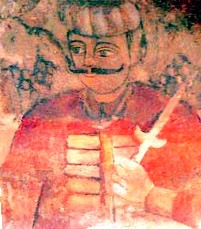
Vlad II Dracul

Vlad II var medlem i en stor europeisk kristen liga kallad Drakorden. Denna liga var ämnad för ett enda syfte: bekämpa turkarnas intåg i Europa och expanderingen av islam. Vlad II mördades senare av valakisk-ungerska adelsmän för att erövra makten; korruption och mord förekom ofta i kampen om den valakiska tronen. Janos Hunyadi sägs enligt vissa källor ligga bakom mordet på Vlad II. Vlad III kände sig hedrad av att hans far tillhörde Drakorden (Dracul). Han ändrade då namnet till Dracula (draksonen). Numera innebär benämningen Dracula "djävulens son".
Vlad III och hans äldre bror Radu var nu gisslan i det Osmanska riket. Vistelsen innebar enorma förändringar; de levde nu i osmansk kultur, religion och lära. Man tror att det var här Vlad III utvecklade sin kommande tyranni och militära kunskap. Han lärde sig gerillataktiker, hur vapen skulle smidas korrekt, allmän skicklighet med vapen, rida på hästar etc. Forskare tror att Vlads lyckosamma kampanjer som senare kom att äga rum, helt och hållet var baserade på den överlägsna militära kunskapen turkarna hade i lärdom.
Offentliga avrättningar var vanligt i det osmanska riket, främst för att visa sultanens överlägsna auktoritet. Vlad III inspirerades även av det osmanska lagsystemet och avrättningarna. Radu inkorporerades däremot helt i det osmanska samhället, i kontrast till Vlad, som bara hyste alltmer agg mot dem. Han såg Radu som en förrädare. 
Omkring år 1456 flydde Vlad till Valakiet, och tog över tronen. Med detta följde ett styre av brutalitet, absolut ordning och hämnd.

## Det grymma styret
Vlad III Dracula är enligt många den grymmaste härskaren som någonsin funnits. Han genomförde drastiska reformer för att hålla makten i järngrepp och ha absolut auktoritet utan några former av rebeller eller motstånd. Han utövade brutala avrättningar mot sina invånare, oavsett vilket brott det handlade om så avrättades de. Hans favoritmetod var att pålspetsa den dömde. Denna metod använde han mot tusentals av sina egna invånare, han kallades till slut för Vlad Pålspetsarprinsen (turkiska Kazigli bey).
Mot kvinnor var han emellanåt ännu brutalare, han pålspetsade ofta otrogna, unga kvinnor genom vaginan, för att sedan flå dem levande och skära av brösten på dem. Alltmer använde han sig av oerhört grymma metoder för skrämma befolkningen och världen utanför. Han skulle påvisa att ingen stod över hans makt i landet. Enligt rumänska källor ska han ha ställt vaser av guld på gatorna i Târgoviște för att påvisa att ingen skulle våga stjäla dem av klara skäl. Ingen rörde vaserna, vilket tillfredsställde Vlad.
Târgoviște förvandlades snabbt till en skog av kyrkogårdar, dvs. spetsade människor hängde i princip över hela staden. Vlad njöt av att äta middag utanför sitt slott, där hundratals hade spetsats. Han lät ofta blodet ur nya offer droppa i skålar, för att sedan doppa sitt bröd i det. Han blev mycket frustrerad av "klagomål". Under en middag med polska vasaller yttrade en av personerna att det var omöjligt att äta i en sådan miljö. Vlad beordrade att hans näsa skulle skäras av för att sedan spetsa honom högre än de andra för att han skulle få "frisk luft". De andra vasallerna återvände till sitt land med chock och fasa.
Vlad III Dracula blev alltmer känd i Europa. Polackerna vågade inte anfalla Valakiet på grund av de fruktansvärda ryktena om Dracula.

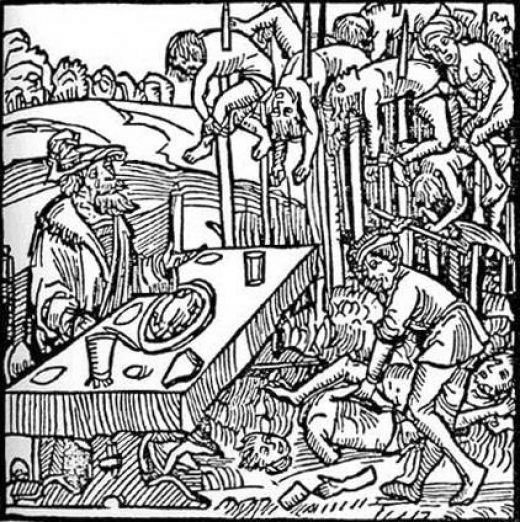
Vlad Dracula intar en måltid intill sina pålspetsade offer

## Konflikt mot turkarna
År 1444 trädde en ny härskare fram på den osmanska tronen, den store sultanen Mehmet II. En utdragen konflikt mellan Vlad III Dracula och Mehmet II kom nu att äga rum. Det hela började enligt vissa källor med att två osmanska ambassadörer reste till Valakiet för att förhandla. Vlad beordrade omedelbart att deras turbaner skulle spikas fast på deras huvuden, eftersom de vägrade ta av huvudbonaderna under vistelsen. När de återvände fick Mehmet II budskapet att Vlad nu har "brutit fred med sultanen". Sultanen skickade nu trupper mot Valakiet, inte för att förhandla, utan för att erövra. Men Vlad lyckades bekämpa trupperna; han hade lärt sig enastående strategier som ung under vistelsen i det Osmanska riket. Dessutom fick han stöd av antiturkiska korsfarare. Sultanen fick till slut nog, och gjorde vad ingen någonsin vågat göra; han beslutade sig för att själv marschera mot Valakiet, med 60 000 man. Vlad hörde om nyheterna, och retirerade mot Târgoviște. Han gav order att allt som kunde gynna osmanerna skulle brännas. Mehmet II och hans armé nådde efter en hård marsch Târgoviște. Men vad sultanen och hans män kom att bevittna skulle få armén att retirera; utanför staden möttes de av en skog av över 20 000 spetsade människor, osmaner och muslimska bulgarer. Mehmet II, som både var hämndlysten och chockad, tvingades att retirera, men svor att Vlad skulle komma att ångra det han gjort. Vlad, som nu inte hade nog med styrka för att försvara sig, flydde från Târgoviște med hjälp av zigenare. Han tillfångatogs av ungrarna.
Radu hade nu Valakiets tron, ett löfte som sultanen höll ifall Vlad eliminerades. Men allteftersom det turkiska hotet växte, tilläts Vlad gå fri efter endast några månader; Kungariket Ungern och Valakiet hade en gemensam fiende att ta itu med. Det resulterade bara i misslyckande. Vlad III Dracula återtog tronen och satte återigen igång terrorn i sitt land. Men år 1476 återvände Mehmet II med en ny armé på 60 000 man, mot en stor, allierad armé på 100 000 man; valaker, korsfarare och främst ungrare, som nu givit stöd. Trots att Vlad var ortodox tillgavs hjälp av stora katolska arméer; det spelade ingen roll så länge striderna var mot turkarna. Slaget sägs ha ägt rum i Transsylvanien, men vissa källor pekar snarare på att slaget stod några mil utanför Târgoviște. 
Turkarna krossade den allierade anti-turkiska armén; ungrarna och korsfararna flydde, och Vlad III Dracula hittades död utanför slagfältet. Enligt en sägen ska Mehmet II ha utmanat Dracula att slåss man mot man, men att han flydde undan slagfältet.
Det finns en hel del spekulationer kring Vlad III Draculas död, den mest trovärdiga källan hävdar att Vlad, efter att ha flytt undan slaget, dödades av sultanens turkiska elit-lönnmördare. Andra källor hävdar att han tog sitt liv under slaget. Vad man vet säkert är att Vlads huvud togs av och skickades till den osmanska rätten, Mehmet II hävdade att "Vlad Pålspetsaren nu äntligen själv blivit spetsad!"